# José María Castro Madriz
José María Castro Madriz (San José, 1 de septiembre de 1818-San José, 4 de abril de 1892) fue un político, abogado, filósofo y diplomático costarricense, fundador de la República de Costa Rica, quien se desempeñó como el segundo y último jefe del Estado de Costa Rica de 1847 a 1848, así como el primer presidente de la misma de 1848 a 1849 y nuevamente de 1866 a 1868. De pensamiento liberal, era un profundo creyente de las virtudes de la ilustración y la libertad de prensa. Fue la primera persona condecorada como benemérito de la patria, en 1847.
Castro jugó un papel indispensable en la transición de Costa Rica a una República tras su independencia de la República Federal de Centroamérica, no obstante, debió conllevar una serie de movimientos en su contra, los cuales culminaron con su renuncia a la presidencia en 1849. Fue un fuerte crítico de su sucesor Juan Rafael Mora Porras, quien lo expulsaría dos veces del país, en 1852 y 1856, por lo que debió exiliarse temporalmente en Guatemala en ambas ocasiones. Con la llegada de su cuñado José María Montealegre Fernández a la presidencia, Castro logró acuñar apoyo entre varios sectores del país, lo cual le permitió asumir, en 1859, la presidencia de la Asamblea Constituyente y, en 1865, su segundo período en la presidencia. Su segundo mandato, el cual se distinguió por su relativa estabilidad, culminó mediante un golpe de Estado en 1868.
Era miembro de la francmasonería, y abogó a lo largo de su carrera por la abolición de la pena de muerte, el antimilitarismo y la educación gratuita y obligatoria. Fundó en 1844 la Universidad de Santo Tomás, la primera universidad de Costa Rica, de la cual fue su primer director y rector en varias ocasiones. Castro fue el primer costarricense en obtener un doctorado en derecho civil y el primer catedrático en impartir esta materia en el país. Se casó en 1843 con Pacífica Fernández Oreamuno, quien se encargó de diseñar la bandera de Costa Rica durante su mandato como jefe de Estado, en 1848.
Fue condenado a prisión por el gobierno del presidente Tomás Guardia Gutiérrez en 1874, ya que, a pesar de no haber tenido un juicio, se le acusó de haberle ayudado a su cuñado, Federico Fernández Oreamuno, a organizar un movimiento para capturar al presidente por la fuerza durante una visita. Durante su encarcelamiento, Castro fue torturado y expuesto públicamente en las afueras de la prisión, semidesnudo y encadenado, hasta su liberación al año siguiente. A su muerte, fue elogiado por el poeta nicaragüense Rubén Darío como "patricio, padre de la República".

## Primeros años

### Infancia y familia: 1818−1838
Castro nació el 1 de septiembre de 1818 en San José, en la provincia de Costa Rica, Capitanía General de Guatemala, y era el único hijo de Ramón Castro y Ramírez y de María Lorenza Madriz y Cervantes, quienes se habían casado solo cinco meses antes de su nacimiento, el 1 de abril de 1818. Fue bautizado al día siguiente de su nacimiento y su padrino fue José Francisco Madriz, su abuelo materno. Su padre ocupó diversos cargos públicos como capitán del puerto de Puntarenas, juez de primera instancia en San José y Heredia, magistrado de la Corte Superior de Justicia, presidente de la Sala Judicial y senador por la provincia de San José. Su madre era hermana del presbítero y doctor Juan de los Santos Madriz y Cervantes, quien, además de ocupar diversos cargos civiles y eclesiásticos, fue el primer rector de la Universidad de Santo Tomás, en 1844. Su abuelo materno también se desempeñó en varios cargos públicos durante la separación de Costa Rica de España, ya que fue alcalde primero de San José en 1822, vicepresidente de la Junta Superior Gubernativa en 1823 y magistrado de la Corte Superior de Justicia de 1826 a 1827.
Castro comenzó sus estudios primarios bajo la tutoría de Rafael Ramírez Hidalgo. Posteriormente estudió con el médico y abogado nicaragüense Rosalío Cortés Sánchez, el abogado Manuel Aguilar Chacón y con el médico guatemalteco Nazario Toledo Murga, quien le enseñó sobre filosofía y gramática; sin embargo, no fue hasta durante su adolescencia cuando adquirió una apreciable formación académica por medio de su tío materno Juan de los Santos Madriz y Cervantes, ya que durante sus estudios universitarios Castro se referiría a él como su principal mentor.

### Estudios universitarios y compromiso: 1838−1842
Castro viajó a Nicaragua en 1838, a los diecinueve años, e ingresó a la Universidad de León, donde efectuó una serie de pruebas para obtener el título de bachiller en filosofía por suficiencia. Le fue otorgado el grado en una ceremonia el 23 de diciembre de 1838, aprovechando la ocasión para exponer un discurso sobre varios temas aludidos al entonces reciente proceso de desintegración de la República Federal de Centroamérica. Castro se pronunció a favor de una unión entre Costa Rica y Nicaragua, así como formuló varias censuras a la Constitución Política de la República Federal de 1824. A los veintidós años, el 1 de noviembre de 1841, obtuvo el título de doctorado en derecho civil, convirtiéndose en la primera persona costarricense en obtener este grado universitario.
Después de concluir esta parte de sus estudios universitarios, Castro regresó a Costa Rica y se comprometió con Pacífica Fernández Oreamuno, quien era hija de Manuel Fernández Chacón, jefe de Estado provisional entre marzo y mayo de 1835, y hermana de Próspero Fernández Oreamuno, quien se desempeñaría como presidente de la República entre 1882 y 1885. En 1842, regresó a Nicaragua para continuar sus estudios y, el 12 de mayo del mismo año, obtuvo el título de maestro en artes y el 22 de mayo el de doctorado en filosofía. Su formación profesional en la ciudad de León le valdría para su formación ideológica en el liberalismo y la Ilustración, inspirado en autores como el suizo Jean-Jacques Burlamaqui y el alemán Samuel Pufendorf.

## Carrera política

### Primeros cargos públicos y matrimonio: 1842−1846

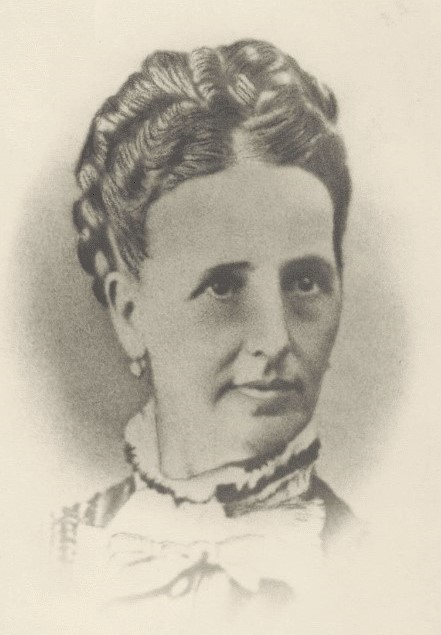
José María contrajo matrimonio con Pacífica Fernández Oreamuno el 29 de junio de 1843.

Tras regresar al país, el 26 de junio de 1842, fue designado como auditor general de guerra por el entonces jefe de Estado Francisco Morazán Quesada como parte de los planes del gobernante de reunificar Centroamérica por la fuerza de las armas. En septiembre del mismo año, Morazán fue destituido del poder mediante una insurrección liderada por el militar Antonio Pinto Soares, quien era el tío político de Castro por parte de su madre. Pinto se desempeñaría como jefe de Estado entre el 11 y el 27 de septiembre de 1842, y durante su corta gestión nombró a Castro Madriz como comisionado en Puntarenas con el fin de negociar la rendición de una agrupación local vinculada al morazanismo, encabezada por el general Isidore Saget Machado. El sucesor de Pinto José María Alfaro Zamora, envió el 9 de octubre de 1842 a Castro Madriz nuevamente como comisionado diplomático a Nicaragua con el fin de restablecer lazos entre ambos gobiernos tras el mandato de Morazán, y a su regreso el 26 de octubre, se le nombró como ministro general del Estado, cargo que ejerció hasta abril de 1844. Durante su ejercicio como ministro general, se encargó de crear el periódico El Mentor Costarricense el 31 de diciembre de 1842, con el fin de establecer un medio de opinión y proyección cultural del país, y de fundar en 1844 la Universidad de Santo Tomás, la primera universidad de Costa Rica. El gobierno de Castro Madriz nombró a su tío Juan de los Santos Madriz y Cervantes como primer rector de la institución y a José María como primer director. Castro también impartió a partir de 1844 clases de derecho civil, convirtiéndose así en el primer catedrático de jurisprudencia en el país.
El 29 de junio de 1843, a la edad de 25 años, Castro Madriz contrajo matrimonio con su prometida Pacífica Fernández Oreamuno, quien tenía 18 años. La pareja concibió a su primera hija, María Eudoxia de Jesús Castro Fernández, el 18 de diciembre de 1844, y construyó su primera casa en 1851, la cual se ubicó entre la primera avenida y la segunda calle de la ciudad de San José, y fue diseñada por el arquitecto Nicolás Gallegos Castro. Como parte de la herencia familiar de Pacífica, la pareja poseía tres fincas cafetaleras en Desamparados, llamadas La Quesera, La Pacífica y La Constancia, así como un rancho ganadero en Guanacaste de nombre Paso Hondo.
Mediante la promulgación de la Constitución Política del 9 de abril de 1844, el Ministerio General del Estado quedó dividido en dos ministerios: el Ministerio de Gobernación y Relaciones Interiores y Exteriores y el Ministerio de Hacienda y Guerra. De conformidad con esto, Castro Madriz asumió dos días después el cargo de ministro de Gobernación y Relaciones Interiores y Exteriores. Sin embargo, renunció del cargo dos meses después para convertirse en miembro de la Cámara de Representantes por Desamparados. En el cargo, Castro desarrolló y presentó un proyecto de ley para construir un hospital general en San José con el nombre de Hospital San Juan de Dios. Su proyecto fue aprobado el 3 de julio de 1845 y el hospital comenzó a construirse en 1852. Castro fue elegido como primer secretario del directorio de la Cámara de Representantes y, en julio de 1845, como su presidente. En 1846 dejó su cargo como miembro de la Cámara de Representantes, declinando la posibilidad de reelegirse en el cargo.

### Vicejefatura y vicepresidencia del Estado: 1846−1847
Después de que el jefe de Estado interino José Rafael Gallegos Alvarado fuese derrocado mediante un golpe de Estado el 7 de junio de 1846, el hasta entonces exjefe de Estado José María Alfaro Zamora reasumió el cargo y nombró a Castro Madriz como vicejefe de Estado, así como ministro de Gobernación y Relaciones Interiores y Exteriores por segunda vez. Inicialmente, Castro rechazó la propuesta de Alfaro de asumir como vicejefe de Estado, pero terminó aceptando la propuesta el 15 de septiembre siguiente. Posteriormente, mediante la promulgación de la Constitución Política del 21 de enero de 1847, el cargo de vicejefe del Estado fue reemplazado por el de vicepresidente del Estado, por lo que Castro asumió este cargo.
En marzo de 1847, en las vísperas de las elecciones de ese año en abril, José María Alfaro Zamora enfermó gravemente, por lo que Castro Madriz, como vicepresidente, asumió interinamente la jefatura del Estado ante la imposibilidad de Alfaro de desempeñarse en el cargo. Durante su desempeño como jefe de Estado interino se desarrollaron las elecciones al cargo; Castro decidió tomar parte de los comicios después de acordar con Alfaro que, ante la victoria de alguno de los dos en los comicios, el perdedor asumiría la vicepresidencia. Castro también presenció un crecimiento de opiniones a su favor en ciertas partes del país, especialmente en San José, lo cual le motivó también a participar de la elección; sin embargo, otras partes como Alajuela o Heredia seguían favoreciendo la continuidad de Alfaro en el cargo. Castro y su esposa Pacífica contrajeron a su segunda hija en marzo de 1847, quien fue llamada María Angelina de Jesús.

### Jefatura del Estado: 1847−1848

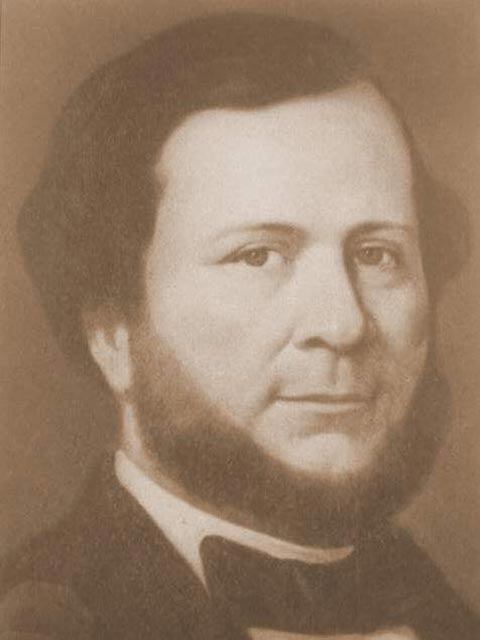
Fotografía de José María Castro Madriz.

Las elecciones de segundo grado se efectuaron entre el 11 y el 18 de abril de 1847. Castro Madriz se enfrentó al jefe de Estado José María Alfaro Zamora, así como al magistrado Paulino Ortiz Campos y al empresario Rafael Moya Murillo; sin embargo, la elección se definió entre los principales grupos dirigentes de Castro y Alfaro. Tras el recuento, Castro logró obtener, de un total de 154 votantes autorizados, el 64,27% de los votos, lo que representó un total de 99 votos, sobre el 33,77% de Alfaro, logrando así la victoria. Los votos recibidos a favor de Castro se concentraron principalmente en San José, así como en las provincias de Cartago y Guanacaste, última en la que obtuvo el apoyo de todos los votantes. Dado el resultado y lo acordado entre los dos principales candidatos previo a los comicios, se eligió como vicepresidente a José María Alfaro Zamora. Tras recuperarse de su enfermedad, Alfaro reasumió como jefe de Estado el 1 de mayo, y, el 8 de mayo siguiente, Castro lo asumió para el período entre 1847 y 1853, a su veintiocho años. A él le acompañó su esposa Pacífica Fernández, quien asumió como primera dama a sus tan solo 19 años de edad.  
Durante su administración, Castro Madriz reconoció oficialmente el derecho a la educación de la mujer al emitir el decreto n.° 14 del 19 de mayo de 1847, mediante el cual crea el Liceo de Niñas, ubicado en San José. Debió enfrentar al inicio de su mandato como jefe de Estado una fuerte turbulencia política producto de la difícil situación económica que atravesaba el país, debiendo soportar varias manifestaciones en su contra a fines de 1847, las cuales se concentraron principalmente en Alajuela. Las manifestaciones fueron rápidamente contenidas, sin embargo, más tarde su gobierno descubriría otros movimientos en su contra. La Corte Suprema de Justicia condenó a muerte en varias ocasiones a los dirigentes de los movimientos que tenían el objetivo de remover por la fuerza a Castro Madriz de su cargo, a lo cual él se opuso. Por otra parte, el 2 de octubre el Congreso le condecoró con la distinción de Benemérito de la Patria, convirtiéndose así en la primera persona en recibirla.
A principios de 1848, la difícil situación económica que atravesaba el país empeoró como consecuencia de una disminución del precio del café en Europa, por lo que aumentaron los movimientos en su contra. Castro Madriz presentó una renuncia al cargo de jefe de Estado el 13 de julio de 1848, sin embargo, esta fue rechazada por el Congreso, por lo que permaneció en el cargo. En 1848 su gobierno también estableció la primera misión diplomática permanente de Costa Rica en el exterior, en el Reino Unido, y su titular fue Felipe Molina y Bedoya, quien se convirtió en el primer diplomático acreditado para desempeñar funciones fuera de América Central. Su gobierno decretó también, el 29 de septiembre, la creación de la actual bandera nacional y del escudo nacional, entonces llamado como escudo de armas. El diseño de la bandera le correspondió a Pacífica Fernández, primera dama, quien se inspiró en la bandera de Francia en su ejecución. El 12 de noviembre se izó por primera vez el pabellón nacional en la Plaza Mayor de San José.

## Presidencias

### Fundación de la República y presidencia: 1848−1849
| «El título de "Estado" que Costa Rica en la condición de cuerpo político soberano e independiente, ha tenido desde la disolución del Pacto Federal, hasta el día, se sustituye con el de "República" que bajo aquella misma condición llevará en lo sucesivo». —Artículo 1 del decreto N ° CXXXIV, 31 de agosto de 1848 |

Si bien en Costa Rica se proclamaron un total de nueve constituciones políticas diferentes entre 1821 y 1848, ninguna de ellas estableció formalmente una ruptura entre la antigua República Federal de Centroamérica y el Estado de Costa Rica. Ante varias solicitudes que el Congreso Constitucional recibió de varias municipalidades del país en 1848, el 30 de agosto aprobó una ley que reformó la Constitución Política de 1847 con el fin de proclamar el Estado de Costa Rica como una república, así como para otorgarle mayores facultades al Poder Ejecutivo, especialmente en materia de nombramientos públicos y decisiones administrativas. El 31 de agosto, mediante el Decreto N ° CXXXIV, José María Castro Madriz refrendó la ley y declaró a Costa Rica una "república libre, soberana e independiente". De esta forma, Castro Madriz asumió formalmente el cargo de presidente de la República.
Entre julio y octubre de 1849, a pesar de varios intentos de generar simpatía entre sus opositores, el gobierno de Castro Madriz descubrió nuevos movimientos en su contra. Finalmente, el 15 de noviembre de 1849, ante una insurrección llevada a cabo por el comandante del cuartel de San José, José Manuel Quirós y Blanco, y la inminencia de un golpe militar para destituirlo de su cargo, tuvo que entregar el poder. Debido a que el entonces vicepresidente, Manuel Carazo Bonilla, había renunciado previamente y el presidente del Congreso Constitucional no era costarricense por nacimiento, el Congreso debió nombrar al diputado Miguel Mora Porras como su sucesor interino y al día siguiente oficializó su renuncia. El Congreso la aceptó de inmediato y le otorgó el título honorífico de Fundador de la República.

### Distanciamiento de la política y exilio: 1849−1858
Tras dejar la presidencia, Castro Madriz permaneció en San José dedicándose a la administración de sus bienes, pero el nuevo gobierno de Juan Rafael Mora Porras siempre lo miró hostilmente, hasta el punto en que, en mayo de 1850, estuvo a poco de ser expulsado del país. Aunque esto no sucedió, el 16 de junio de ese año abandonó el país rumbo a Europa. Visitó varios países europeos y en Francia fue condecorado por el presidente Luis Napoleón Bonaparte con la Orden de la Legión de Honor, el 8 de octubre. En París, Castro también tuvo la oportunidad de conocer sobre el funcionamiento del Banco de Francia, y banqueros franceses le concedieron autorización para establecer una institución similar en Costa Rica. En diciembre de 1850, Castro regresó al país, y en julio de 1851 presentó al Congreso Constitucional un proyecto para establecer en el país un banco de capital francés que se llamaría Banco Nacional de Costa Rica, sin embargo, el proyecto no fue acogido ni por el Gobierno ni por los congresistas.
Aunque se mantuvo alejado de la política, Castro se enfrentó en distintas ocasiones al presidente Juan Rafael Mora Porras. Realizó varias maniobras políticas contra su gobierno, especialmente desde el semanario oficial La Gaceta, dirigido por su cuñado Mauro Aguilar Cueto, y en varias ocasiones el presidente Mora se manifestó en su contra. El 25 de agosto de 1851, ambos se reunieron y acordaron cesar sus enfrentamientos, y, al día siguiente, Castro se retiró a su hacienda La Pacífica para evitar más enfrentamientos. A pesar de lo anterior, el 28 de enero de 1852 el presidente Mora disolvió inconstitucionalmente el Congreso en protesta a la oposición llevada a cabo por algunos de los diputados de oposición, incluidos algunos cercanos al expresidente Castro Madriz. Los congresistas opositores fueron detenidos por el gobierno, que también aprovechó la oportunidad para arrestar a Castro y le ordenó salir de la capital para dirigirse a Puntarenas. También lo revocó de su cargo de profesor en la Universidad de Santo Tomás.
El 6 de febrero de 1852 el gobierno de Mora lo expulsó del país. Castro se exilió en Guatemala, pero unos meses después se le permitió regresar a Costa Rica. A su regreso, se dedicó principalmente a trabajar en sus fincas y ranchos. Cuatro años después, en 1856, Castro Madriz fue nuevamente expulsado del país por el gobierno de Mora tras el descubrimiento de una conspiración en su contra. Aunque el gobierno tomó esta acción sin conocer el criterio de Castro, este tuvo que exiliarse nuevamente en Guatemala, para regresar al país unos meses después.

### Regreso a la política: 1858−1865

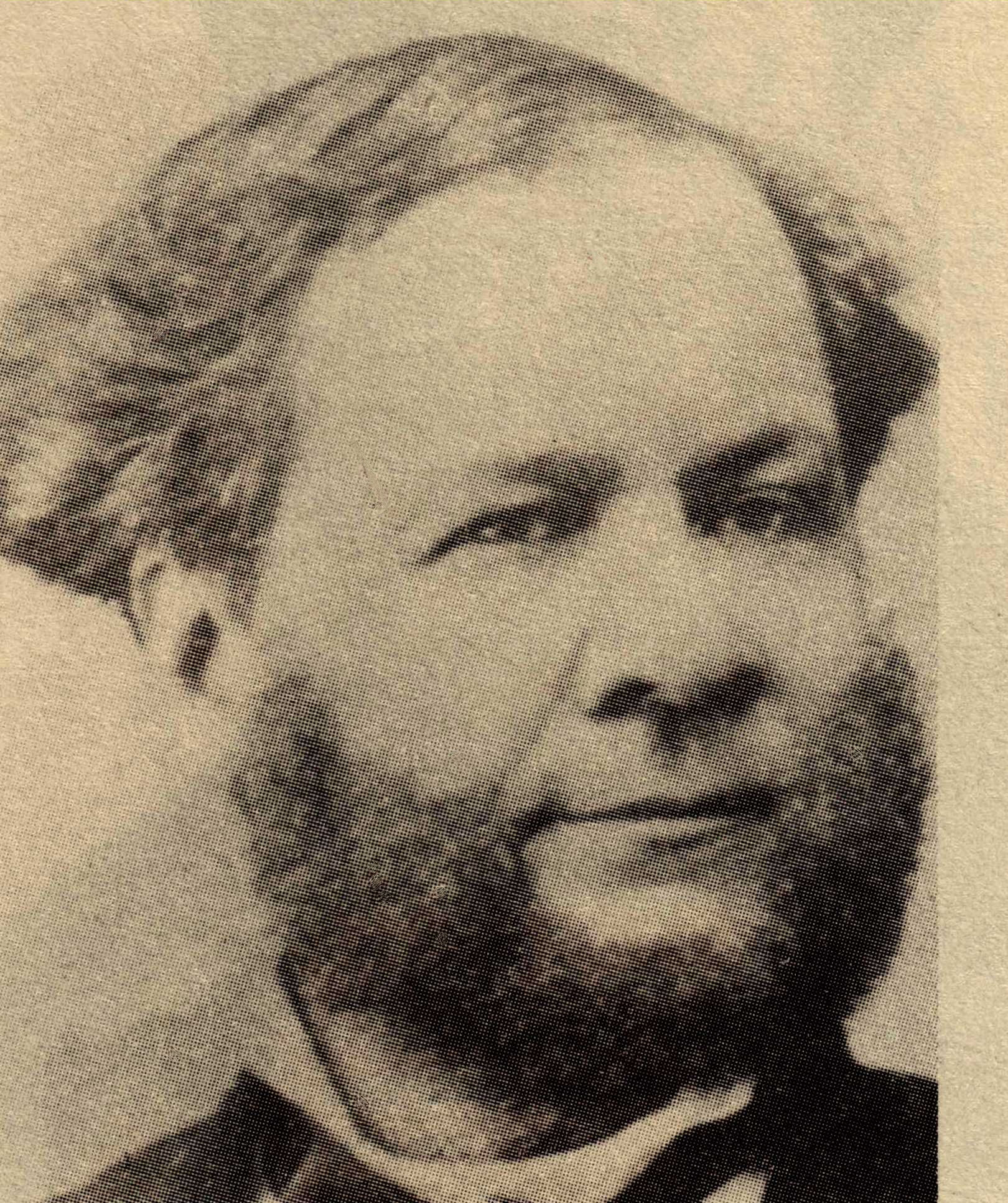
Fotografía de Castro Madriz.

Tras la negativa de Lorenzo Montúfar y Rivera a asumir el cargo, en septiembre de 1858 Castro Madriz fue elegido magistrado y presidente de la Sala Segunda de la Corte Suprema de Justicia. De esta forma, Castro asumió por primera vez, después de nueve años, un cargo político. Su desempeño en este cargo no estuvo exento del rechazo del gobierno de Mora y de su grupo detractor; en una ocasión estuvo a punto de ser nuevamente expulsado del país por haber anulado una sentencia de un tribunal inferior que el grupo consideró inadmisible.
El 14 de agosto de 1859, el presidente Juan Rafael Mora Porras fue derrocado del cargo mediante un golpe de Estado en su contra. En reemplazo de Mora, asumió como presidente de facto José María Montealegre Fernández, quien era primo de Pacífica Fernández Oreamuno, esposa de Castro Madriz. Al asumir Montealegre la presidencia, Castro retomó su participación en la política gubernamental, siendo nombrado ministro de Relaciones Exteriores e Instrucción Pública por el presidente. El 23 de agosto, Montealegre convocó a elecciones para elegir a los diputados para una Asamblea Constituyente; los comicios de segundo grado se llevaron a cabo el 2 de octubre y, a través de ellos, Castro resultó electo como diputado. En el primer día de funciones, el 16 de octubre, fue elegido presidente de la Asamblea. Cabe destacar que Castro, durante su desempeño como diputado constituyente, hizo dos propuestas importantes: la abolición de la pena de muerte y la prohibición de que militares pudiesen asumir la presidencia de la República, sin embargo, ninguna de las dos fue acogida por el resto de diputados de la Asamblea.
Concluidas sus labores como diputado constituyente, el 19 de enero de 1860 asumió como rector de la Universidad de Santo Tomás, la cual él mismo fundó en 1844 y en la cual fue profesor hasta 1852 cuando el gobierno de Juan Rafael Mora Porras lo removió del cargo. Posteriormente, el 24 de abril resultó electo como miembro de la Corte Suprema de Justicia, para ser elegido como presidente de la misma por segunda vez el 29 de abril. En el segundo año de gestión de la primera administración de Jesús Jiménez Zamora, Castro fue nombrado por el Congreso como primer designado a la presidencia para el período entre 1864 y 1865. A finales de 1864, por último, fue seleccionado por el gobierno de Jiménez para realizar una misión plenipotenciaria a Colombia: la primera misión diplomática enviada por Costa Rica a ese país. En esta misión firmó el tratado Castro-Valenzuela, con el fin de dirimir la indefinición de la línea fronteriza entre ambos países.

### Segunda presidencia: 1865−1868
| "Mi administración no procede de luchas ni se inaugura sobre las ruinas de ningún partido. Su bandera es la nación y su objeto el bienestar de toda Costa Rica”. —José María Castro Madriz sobre su administración. |

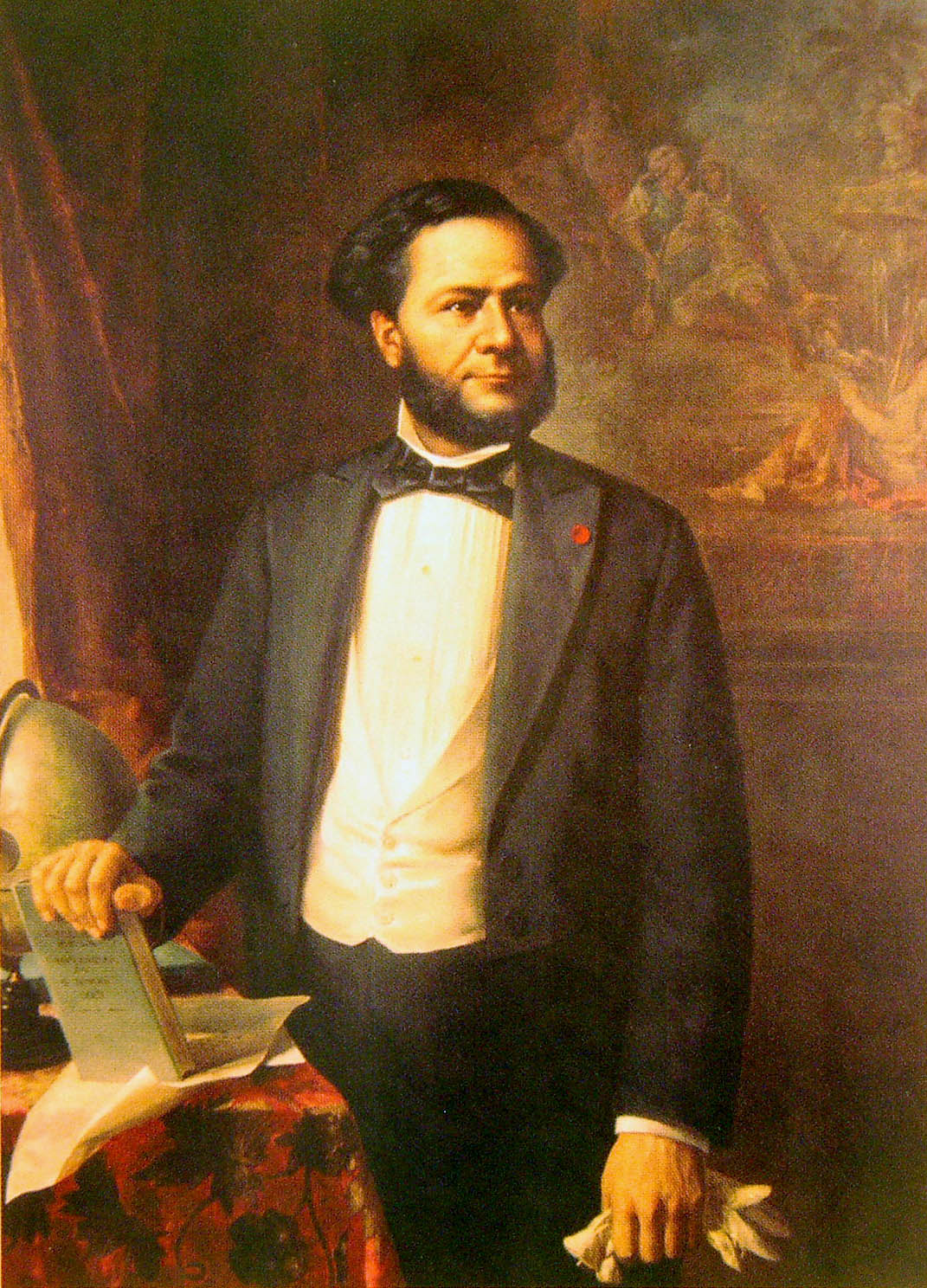
Retrato de José María Castro, por Tomás Povedano de Arcos.

A mediados de 1865, los políticos Manuel Argüello Mora, Eusebio Figueroa Oreamuno y Pedro García Oreamuno, todos amigos íntimos de Castro Madriz, lanzaron una campaña para traerlo de regreso a la silla presidencial. Como parte de la campaña presidencial, sus amigos organizaron una serie de bailes efectuados en las ciudades de Cartago, San José, Heredia y Alajuela, en los que Castro pronunciaría una serie de discursos con el fin de atraer a aquellos votantes que no necesariamente eran sus simpatizantes. Las elecciones de segundo grado se llevaron a cabo el 1 de abril de 1866 y votaron un total de 255 electores, de los 312 autorizados. Finalmente, Castro logró obtener el apoyo de 250 de los 255 votantes, mientras que sus opositores el expresidente José María Montealegre Fernández, el abogado Julián Volio Llorente y el médico Cruz Alvarado Velazco obtuvieron el apoyo de solo 2, 1 y 1 votantes, respectivamente. Fue declarado por el Congreso Constitucional como presidente de la República el 2 de mayo, asumiendo así por segunda vez el cargo.
Durante su segunda administración llevó a cabo una serie de proyectos importantes. En materia de infraestructura, su gobierno instaló el primer sistema de cañerías en la capital, ordenó la construcción del Palacio Presidencial y estableció la primera línea telegráfica entre Cartago y Puntarenas, por contrato; asimismo, intentó construir una línea ferroviaria entre el Pacífico y el Atlántico, sin embargo, este proyecto no se materializó. En educación, el gobierno estableció una escuela de oficios y trató de establecer una escuela normal para la formación de maestros, pero tampoco se materializó. También propuso declarar la educación primaria gratuita y obligatoria, pero las circunstancias políticas no lo permitieron. Finalmente, el gobierno decretó la apertura de la bahía de Limón como puerto abierto al comercio exterior y fundó el Banco Nacional de Costa Rica.
A diferencia de su primera administración, ésta se caracterizó por un entorno de mayor estabilidad política. Se registró solamente, en octubre de 1867, un movimiento organizado para derrocarlo del poder, coordinado por el militar Zenón Castro Rodríguez, pero este se vio frustrado. El 13 de abril de 1867 murió su hija María del Rosario, a los ocho años, y el 27 de mayo su padre, Ramón Castro y Ramírez, a raíz de un cáncer. En 1868, la estabilidad política que hasta entonces caracterizaba su gestión se vio debilitada por las elecciones presidenciales que se acercaban en 1869. Castro le dio su adhesión a su colega Julián Volio Llorente, sin embargo, el grupo opositor (coordinado por los militares Lorenzo Salazar Alvarado y Máximo Blanco Rodríguez) que apoyaba la candidatura de Jesús Jiménez Zamora organizó un golpe militar en su contra, que se llevó a cabo el 1 de noviembre de 1868, sin poder culminar su período constitucional.

### Pospresidencia y encarcelamiento: 1868−1877
Tras dejar el cargo, el expresidente Castro Madriz se mantuvo distanciado de la política. Al igual que el gobierno de Juan Rafael Mora Porras, el gobierno de Jesús Jiménez Zamora lo miró en varios períodos de tiempo con desconfianza, y en junio de 1869 lo obligó a aislarse en su rancho ganadero Paso Hondo, en Guanacaste. El 4 de abril de 1870 murió su madre María Lorenza Madriz Cervantes. El 18 de octubre de 1870, después de que el presidente Jiménez Zamora fuese derrocado del poder en el mes de abril, el ahora presidente provisional Tomás Guardia Gutiérrez lo nombró como presidente de la Corte Suprema de Justicia, asumiendo por tercera vez este cargo y retomando así sus labores políticas. Castro Madriz asumió formalmente el cargo el 21 de octubre. Posteriormente, en las elecciones presidenciales llevadas a cabo el 2 de abril de 1872 recibió un voto, proveniente de un sufragante opositor a la candidatura de Guardia Gutiérrez. En septiembre fue nombrado por segunda vez como rector de la Universidad de Santo Tomás, cargo que desempeñó hasta abril de 1875.
El presidente Guardia Gutiérrez se separó temporalmente del poder en noviembre de 1873, por lo que el primer designado a la presidencia, Salvador González Ramírez, asumió en su ausencia. El presidente interino reorganizó el gabinete de Guardia, y a través de él nombró, el 25 de noviembre, a Castro Madriz como secretario de Relaciones Exteriores y carteras anexas. Tras asumir el cargo, Castro debió renunciar a la presidencia de la Corte Suprema de Justicia, sin embargo, solo permanecería en este cargo por unos pocos días, ya que Tomás Guardia decidió retomar el poder luego de oponerse a algunos de los nombramientos hechos por Salvador González, incluido el nombramiento de Castro, a quien consideraba un rival político. Tras renunciar al cargo el 1 de diciembre, a Castro no se le permitió reasumir la presidencia de la Corte Suprema de Justicia, por lo que únicamente continuó en sus labores de rector universitario.
A principios de mayo de 1874, el gobierno de Guardia Gutiérrez descubrió un plan organizado para capturar al presidente por la fuerza durante una visita prevista a realizar en Desamparados el día 15. El gobierno descubrió que Federico Fernández Oreamuno, hermano de Pacífica Fernández, era el organizador del acto. Por tanto, las autoridades policiales tomaron severas medidas para disipar la conspiración, por lo que Guardia continuó con la visita sin incidentes. Varias personas fueron detenidas, incluido el expresidente Castro y su amigo Salvador Jiménez Blanco, cuyas detenciones duraron más de una semana. A pesar de no realizarse un juicio, Castro Madriz fue condenado a prisión y enviado a los calabozos del Cuartel de Artillería, donde fue sometido a torturas y a ser expuesto públicamente en las afueras del cuartel, semidesnudo y encadenado. Además se le sumó la muerte de su hijo José Ricardo, el 14 de noviembre, a sus siete años de edad. En mayo de 1875, luego de que Salvador Jiménez abandonara el país por su participación en un intento de golpe militar contra Tomás Guardia, el expresidente Castro replicó su acción y salió del país rumbo a Europa en compañía de su esposa y su hija María Cristina. La familia regresó a Costa Rica en 1876, después de que el presidente Guardia dejara el cargo. A Guardia lo sucedió brevemente Aniceto Esquivel Sáenz, ya que fue derrocado en un golpe de Estado, y este fue sucedido por Vicente Herrera Zeledón, cercano al expresidente Guardia. A pesar de tal cercanía, Herrera mantuvo una relación cordial con Castro Madriz. En 1877, Castro reasumió sus funciones como rector de la Universidad de Santo Tomás.
En la madrugada del 29 de julio de 1877, Zenón Castro Rodríguez, Rafael Orozco González y Federico Fernández Oreamuno, último quien era hermano de Pacífica Fernández, emprendieron un asalto al Cuartel Principal de San José. Debido a la cercanía de Castro con su cuñado Federico Fernández, el gobierno de Herrera mantuvo cierta suspicacia de sus acciones, sin embargo, estas fueron atenuadas tras una ruptura entre éste y su ahora ex colega Tomás Guardia. El 23 de septiembre, Herrera dejó el cargo y a él le sucedió Guardia en la presidencia, ya que había sido nombrado previamente por Herrera como primer designado a la presidencia.

## Últimos años

### Cargos diplomáticos y plenipotenciarios: 1877-1892

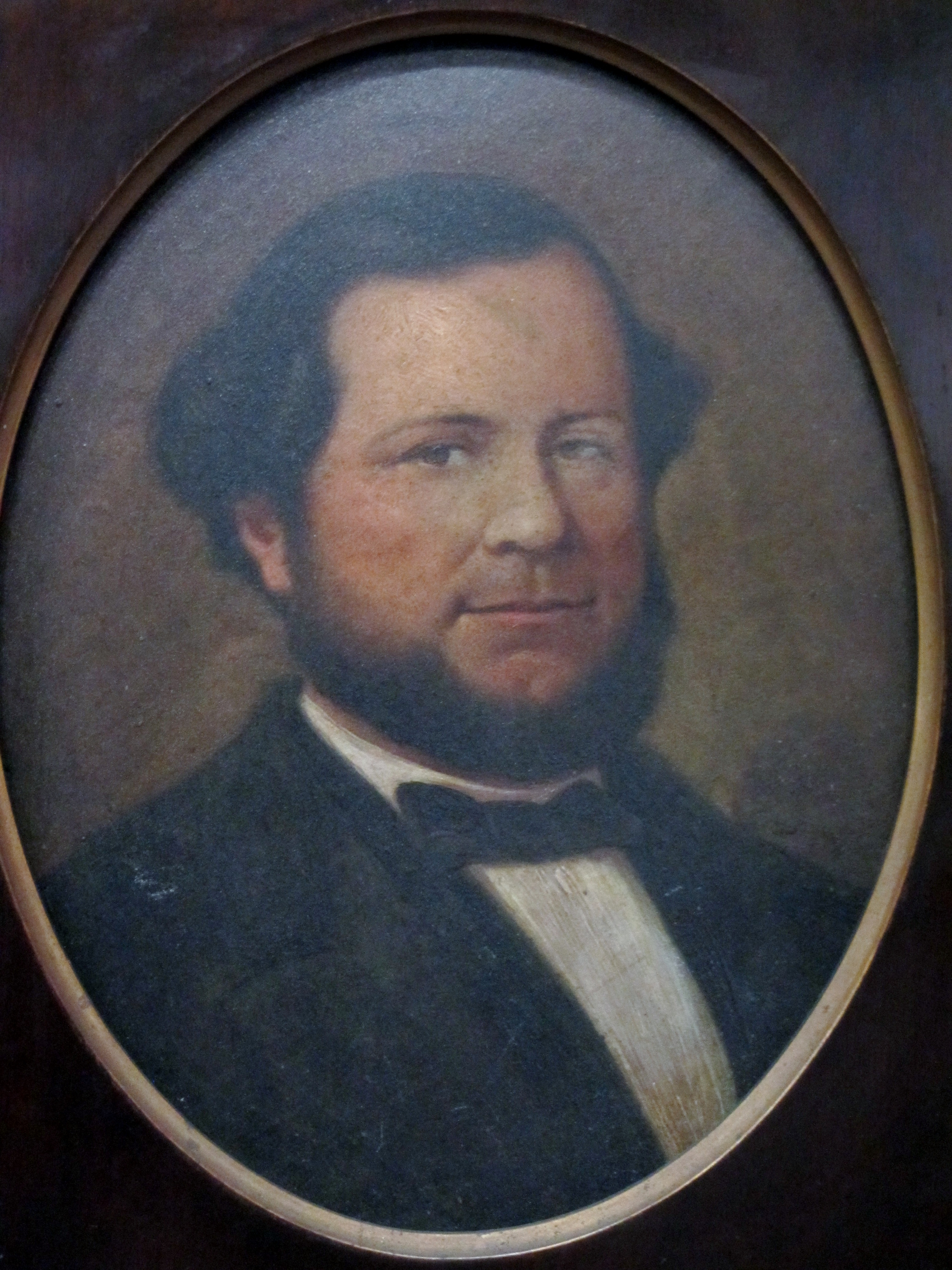
Pintura del expresidente José María Castro Madriz, en el Museo Histórico Cultural Juan Santamaría.

El 23 de septiembre de 1877, al asumir nuevamente el poder como presidente, y a pesar de su rivalidad política, Tomás Guardia ofreció a Castro formar parte de su gabinete como secretario de Relaciones Exteriores y carteras anexas. Castro Madriz puso una serie de condiciones para incorporarse a su gobierno, que se incluyeron en la llamada Ley de Garantías, entre ellas la supresión de la pena de muerte, la tortura y de las penas difamantes o que atentaran contra la dignidad de los ciudadanos, la formación de un Consejo de Estado con atribuciones cercanas a lo legislativo, la convocatoria de una Asamblea Constituyente y otras medidas que pretendían mejorar la situación política del país, reducir el autoritarismo y garantizar los derechos fundamentales. Aceptadas estas condiciones por Guardia, el 9 de octubre Castro asumió como secretario de Relaciones Exteriores y carteras anexas, por quinta vez, para el período entre 1877 y 1883. Durante ese período, hubo un notable avance en el mejoramiento de la enseñanza secundaria y en el crecimiento del número de mujeres que asisten a la escuela primaria, entre otros avances.
El 27 de octubre de 1879, fue nombrado como ministro plenipotenciario para Nicaragua con el fin de acercarse a su gobierno en el marco de hostilidades entre Costa Rica y Guatemala, El Salvador y Honduras. Su misión finalizó el 18 de noviembre. A mediados de 1880, resultó electo como diputado por la provincia de San José ante la Asamblea Constituyente de ese año, sin embargo, el 9 de septiembre dejó sus labores para enfocarse en tensiones fronterizas presentes con Colombia y Nicaragua. El 23 de abril de 1881 fue nombrado como tercer designado a la presidencia, cargo que desempeñó hasta abril de 1882.
Tras la muerte de Guardia en el cargo, el 6 de julio de 1882, Próspero Fernández Oreamuno, asumió la presidencia y confirmó a Castro Madriz, quien era su cuñado, en las mismas carteras, en las que permaneció hasta mediados del año siguiente cuando se le obligó renunciar para ser nombrado como ministro plenipotenciario en varios países europeos. Tras un breve periodo, ese mismo año Castro Madriz reasumió como secretario de Relaciones Exteriores y carteras anexas, permaneciendo hasta el final de la presidencia de Fernández, quien muere el 12 de marzo de 1885, mes en que también muere la esposa de Castro Madriz, Pacífica Fernández Oreamuno, el 31 de marzo. Durante su desempeño en el cargo, Castro se manifestó a favor de la reunificación centroamericana, lo cual habría generado roces con el gobierno de Fernández y, por lo cual, debió renunciar a su cargo como secretario de Relaciones Exteriores, así como participó en la expulsión del obispo Bernardo Augusto Thiel del país, lo cual le contrajo críticas; sin embargo, y a pesar de ello, Castro logró constituirse como una de las figuras más influyentes durante la presidencia de Próspero Fernández. Continúa unos meses más durante el gobierno sucesor de Bernardo Soto Alfaro y finalmente renuncia ese año. A partir de entonces se dedica a una intensa vida diplomática como ministro plenipotenciario y extraordinario de Costa Rica en varias naciones europeas y en los demás países centroamericanos, donde se convierte en una figura clave para aliviar tensiones entre los países del área y gestionar una posible intervención de Costa Rica en la Intentona de Barrios.

### Muerte
El 1 de mayo de 1891 murió repentinamente su hija María Pacífica en una finca en Juan Viñas, a la edad de treinta años. Durante su estadía en Nicaragua en 1892, donde ejercía labores plenipotenciarias, el expresidente Castro contrajo una enfermedad que empeoró en poco tiempo. Después de varios días de fuertes dolencias, Castro murió en la ciudad de San José a las 7 p. m. del lunes 4 de abril de 1892, a sus 73 años de edad. Al día siguiente de su muerte, el gobierno del entonces presidente José Joaquín Rodríguez Zeledón, anunció que efectuaría unos funerales oficiales, que se realizaron el 6 de abril en la Catedral Metropolitana, en San José. El entonces secretario de Gobernación y carteras anexas, Pedro León-Páez Brown, se encargó de dar el discurso oficial. Su cuerpo fue enterrado el mismo día en el Cementerio General de San José.
Tras su muerte, varios periódicos nacionales dedicaron publicaciones en memoria de Castro, y en un artículo publicado en la Revista de Costa Rica, el poeta nicaragüense Rubén Darío le dedicó varios elogios y se refirió a él como "patricio, padre de la República".

## Vida personal

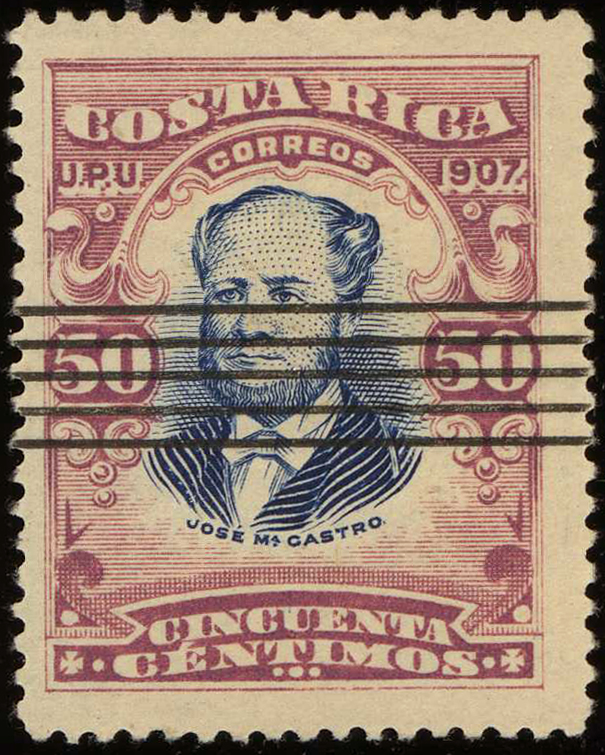
Retrato de Castro Madriz en una estampa oficial del año 1907.

En su misión como ministro plenipotenciario a Colombia, durante el primer gobierno de Jesús Jiménez Zamora en 1864, Castro Madriz ingresó en la francmasonería. La organización fue establecida formalmente en Costa Rica por su primo Francisco Cipriano Calvo en 1865, y en ella Castro asumió importantes cargos. Durante la segunda presidencia de Castro, a principios de 1868, distintas personalidades liberales nicaragüenses y costarricenses se reunieron en San José para organizar y promover una sociedad secreta francmasona. Después de su asociación con la organización, a Castro se le acusó de fomentar posiciones anticlericales, sin embargo, siempre mantuvo una actitud de cortesía con las autoridades eclesiásticas. Cabe destacar además que, a pesar de su afiliación a la organización, Castro no abandonó sus actividades religiosas. En varias ocasiones se le acusó de querer destruir la Catedral Metropolitana y cambiar la religión oficial del país al construir un Templo Masónico en su reemplazo.
Aunque no publicó ningún libro, Castro escribía con soltura y elegancia, y se hizo notar por su oratoria. Fue el segundo costarricense que fue nombrado académico correspondiente de la Real Academia Española, el 16 de noviembre de 1882, después de Manuel María de Peralta y Alfaro. En 1883 fue elegido miembro de la junta directiva del Colegio de Abogados, que ese año presidía su colega y exministro Julián Volio Llorente.

## Legado
- Busto de José María Castro Madriz (1949), de Rafael Sáenz González, San José.
- Plazoleta Dr. José María Castro Madriz, San José.
- Carretera Nacional José María Castro Madriz, sección de la Ruta Nacional n.° 27, entre Ciudad Colón y Orotina.
- Escuela Dr. José María Castro Madriz, San José.
- Liceo Dr. José María Castro Madriz, San José.
- Escuela Dr. José María Castro Madriz, Jiménez.